# 宮崎県特別支援学校一覧
宮崎県特別支援学校一覧（みやざきけんとくべつしえんがっこう）は、宮崎県の特別支援学校の一覧。
学校教育法の改正に伴い2008年4月に校名が変更されている。当項目では旧名称をカッコ内で表記する。

## 特別支援学校（知的障害、肢体不自由、病弱教育）

### 宮崎市
- 宮崎県立みやざき中央支援学校（旧:宮崎養護学校）
- 宮崎県立赤江まつばら支援学校（旧:宮崎赤江養護学校）
- 宮崎県立みなみのかぜ支援学校（旧:宮崎南養護学校）
- 宮崎県立清武せいりゅう支援学校（旧:清武養護学校）
  - ※みなみのかぜ支援学校・清武せいりゅう支援学校は、いずれも宮崎学園都市内にある。

### 日南市
- 宮崎県立日南くろしお支援学校（旧:日南養護学校）

### 日向市
- 宮崎県立日向ひまわり支援学校（旧:日向養護学校）

### 都城市
- 宮崎県立都城きりしま支援学校（旧:都城養護学校）

### 小林市
- 宮崎県立小林こすもす支援学校（旧:都城きりしま支援学校小林校）

### 新富町
- 宮崎県立児湯るぴなす支援学校（旧:児湯養護学校）

### 高千穂町
- 宮崎県立延岡しろやま支援学校高千穂校

## 特別支援学校（視覚障害）

### 宮崎市
- 宮崎県立明星視覚支援学校（旧:宮崎県立盲学校）

## 特別支援学校（聴覚障害）

### 都城市
- 宮崎県立都城さくら聴覚支援学校（旧:都城ろう学校）

## 特別支援学校（聴覚障害、知的障害、肢体不自由）

### 延岡市
- 宮崎県立延岡しろやま支援学校
  - 2012年（平成24年）に延岡市内の県立特別支援学校（延岡ととろ聴覚支援学校・延岡わかあゆ支援学校・延岡たいよう支援学校）が統合され開校。